# Délégation aux droits des femmes (Sénat)
Cet article concerne le regroupement de sénateurs. Pour celui des députés, voir Délégation aux droits des femmes (Assemblée nationale).
Présentation
Bureau
La délégation parlementaire aux droits des femmes et à l’égalité entre les hommes et les femmes, plus couramment abrégée en délégation aux droits des femmes (DDF), est un regroupement de parlementaires chargé d’informer le Sénat sur la politique suivie par le Gouvernement au regard de ses conséquences sur les droits des femmes et sur l’égalité des chances entre les hommes et les femmes.
Érigée en même temps que celle de l’Assemblée nationale à la suite d’une loi du 12 juillet 1999, sous le gouvernement de Lionel Jospin, elle se réunit pour la première fois le 4 novembre suivant, après que ses 36 membres aient été désignés au début de la session parlementaire de 1999. Sa composition, son bureau et sa présidence sont reconstitués à chaque élection du Sénat, tous les trois ans. À la suite du renouvellement du 24 septembre 2023, la présidence de la délégation a été confiée à Dominique Vérien (Union centriste), élue lors de la séance constitutive de l’organisme pour le triennat 2023-2026.

## Histoire
Une première proposition de loi portant création d’une délégation aux droits des femmes au Parlement est exposée par Hélène Luc et les sénateurs du groupe communiste le 27 octobre 1998,.
Le 14 décembre 1998, deux propositions de loi identiques sont présentées simultanément dans chacune des chambres du Parlement : l’une, au Sénat, par Danièle Pourtaud et les parlementaires socialistes ; l’autre, par Laurent Fabius, Martine Lignières-Cassou, avec les députés du groupe socialiste, à l’Assemblée nationale,.
Adoptée en première lecture à l’Assemblée nationale le 11 février 1999, la proposition de loi est modifiée par les sénateurs le 20 mai suivant. En seconde lecture, le texte est approuvé par les députés le 29 juin 1999, puis, promulgué sous le nom de loi no 99-585 du 12 juillet 1999 tendant à la création de délégations parlementaires aux droits des femmes et à l’égalité des chances entre les hommes et les femmes. Ainsi, à cette date, un article 6 septies est inséré dans l’ordonnance no 58-1100 du 17 novembre 1958 relative au fonctionnement des assemblées parlementaires.
L’article 6 septies est ultérieurement altéré par la loi no 2009-689 du 15 juin 2009 tendant à modifier l’ordonnance no 58-1100 du 17 novembre 1958 relative au fonctionnement des assemblées parlementaires et à compléter le Code de justice administrative.

## Composition

### Nominations des membres
Le nombre de membres de la délégation parlementaire a été fixé à 36 sénateurs par la loi no 99-585 du 12 juillet 1999. Ils sont désignés par le Sénat à chaque renouvellement triennal selon deux principes essentiels : la représentation proportionnelle des groupes politiques d’une part, mais aussi, d’autre part, l’équilibre entre les hommes et les femmes ainsi que celui des commissions permanentes.
| Renouvellement triennal | Nomination initiale | Nombre de membres |
| ----------------------- | ------------------- | ----------------- |
| —                       | 13 octobre 1999     | 36                |
| 23 septembre 2001       | 10 octobre 2001     | 36                |
| 26 septembre 2004       | 13 octobre 2004     | 36                |
| 21 septembre 2008       | 18 novembre 2008    | 36                |
| 25 septembre 2011       | 30 novembre 2011    | 36                |
| 28 septembre 2014       | 29 octobre 2014     | 36                |
| 24 septembre 2017       | 18 octobre 2017     | 36                |
| 27 septembre 2020       | 20 octobre 2020     | 36                |
| 24 septembre 2023       | 17 octobre 2023     | 36                |

### Détail de la nomination des membres de 2023
La dernière nomination des membres de la délégation parlementaire, soumise préalablement à candidatures, a été ratifiée le 17 octobre 2023,.

## Rôle et missions

### Travaux d’information
La mission principale de la délégation parlementaire est d’« informer [le Sénat] de la politique suivie par le Gouvernement au regard de ses conséquences sur les droits des femmes et sur l’égalité des chances entre les hommes et les femmes » sans porter préjudice aux compétences propres réservées aux commissions permanentes ou spéciales et de la commission chargée des affaires européennes. À ce titre, elle assure le suivi de l’application de la loi s’agissant de cette politique,.
Aussi, la délégation parlementaire peut être saisie de propositions ou projets de loi par :
- le bureau du Sénat, soit à la demande de ce dernier, soit à celle d’un président de groupe ;
- une commission permanente ou spéciale, soit à la demande de celle-ci, soit à celle de la délégation parlementaire elle-même.

Enfin, la commission des Affaires européennes peut saisir la délégation parlementaire sur les textes relevant de l’article 88-4 de la Constitution,.

### Contrôle de l’action du Gouvernement
L’autre rôle majeur de la délégation parlementaire est l’examen des politiques menées par le Gouvernement. À ce titre, alors qu’elle peut être amenée à auditionner les ministres, l’exécutif est tenu de lui fournir « les informations utiles et les documents nécessaires à l’accomplissement de leur mission ».

### Publication de rapports
Parmi ses compétences dévolues par la loi, la délégation parlementaire doit publier :
- un rapport public sur les questions dont elles ont été saisies comportant des recommandations ;
- un rapport public annuel présentant l’activité de la délégation et pouvant contenir des propositions d’amélioration de la législation.

### Autres activités
En dehors de son rôle constitutionnel défini par la loi, la délégation aux droits des femmes publie des communiqués de presse en réaction à l’actualité et organise des événements — notamment lors des journées internationales des droits des femmes (8 mars) ou encore celles pour l’élimination de la violence à l’égard des femmes (25 novembre).
À l’occasion de la célébration de son vingtième anniversaire, un prix de la délégation aux droits des femmes du Sénat est créé le 10 octobre 2019. Depuis cette date, chacune de ses éditions salue tous les ans des personnalités ou des associations engagées dans le domaine de l’égalité femmes-hommes.

## Bureau

### Présidence
À chaque renouvellement triennal du Sénat, le président est la première des personnalités constituant le bureau élue par les autres membres de la délégation parlementaire lors de sa réunion constitutive.
| Président                | Groupe          | Groupe | Période du mandat                    | Période du mandat                    | Qualité |
| ------------------------ | --------------- | ------ | ------------------------------------ | ------------------------------------ | --- |
| Dinah Derycke            |                 | SOC    | 4 novembre 1999                      | 30 septembre 2001 (fin de mandature) | Conseillère municipale de Lys-lez-Lannoy (1995-2002) Sénatrice, élue dans le Nord (1997-2002) |
| Dinah Derycke            | 11 octobre 2001 | SOC    | 19 janvier 2002 (décès)              |                                      | Conseillère municipale de Lys-lez-Lannoy (1995-2002) Sénatrice, élue dans le Nord (1997-2002) |
| Gisèle Gautier           |                 | UC     | 20 février 2002                      | 30 septembre 2004 (fin de mandature) | Maire de Carquefou (1989-2003) Conseillère régionale des Pays-de-la-Loire, élue dans la section départementale de la Loire-Atlantique (1992-2013) Sénatrice, élue dans la Loire-Atlantique (2001-2011) |
| Gisèle Gautier           | 13 octobre 2004 | UC     | 30 septembre 2008 (fin de mandature) |                                      | Maire de Carquefou (1989-2003) Conseillère régionale des Pays-de-la-Loire, élue dans la section départementale de la Loire-Atlantique (1992-2013) Sénatrice, élue dans la Loire-Atlantique (2001-2011) |
| Michèle André            |                 | SOC    | 3 décembre 2008                      | 30 septembre 2011 (fin de mandature) | Conseillère générale du Puy-de-Dôme, élue dans le canton de Clermont-Ferrand-Nord-Ouest (1998-2015) Sénatrice, élue dans le Puy-de-Dôme (2001-2017)                                                    |
| Brigitte Gonthier-Maurin |                 | CRC    | 14 décembre 2011                     | 30 septembre 2014 (fin de mandature) | Sénatrice, élue dans le Hauts-de-Seine (2007-2017) Conseillère municipale de Colombes (2014-2020) |
| Chantal Jouanno          |                 | UDI-UC | 5 novembre 2014                      | 1er octobre 2017 (fin de mandature)  | Conseillère régionale d’Île-de-France, élue dans la section départementale de Paris (2010-2017) Sénatrice, élue à Paris (2011-2017) Vice-présidente du conseil régional d’Île-de-France (2015-2017),   |
| Annick Billon            |                 | UC     | 26 octobre 2017                      | 30 septembre 2020 (fin de mandature) | Conseillère municipale de Château-d’Olonne (2001-2018) Sénatrice, élue dans la Vendée (depuis 2014) Conseillère municipale des Sables-d’Olonne (2019-2020)                                             |
| Annick Billon            | 22 octobre 2020 | UC     | 1er octobre 2023 (fin de mandature)  |                                      | Conseillère municipale de Château-d’Olonne (2001-2018) Sénatrice, élue dans la Vendée (depuis 2014) Conseillère municipale des Sables-d’Olonne (2019-2020)                                             |
| Dominique Vérien         |                 | UC     | 18 octobre 2023                      | En cours                             | Conseillère municipale de Saint-Sauveur-en-Puisaye (depuis 2008) Sénatrice, élue dans l’Yonne (depuis 2017)                                                                                            |

### Composition du bureau
Légalement, la délégation parlementaire établit son propre règlement intérieur.
En dehors du président (et du premier vice-président entre 2008 et 2011), les autres membres du bureau sont les vice-présidents et les secrétaires. Ils sont également désignés à chaque début de triennat sénatorial.
| Triennat    | Fonctions uniques                   | Nombre de membres à fonction multiple | Nombre de membres à fonction multiple | Composition du bureau | Constitution     |
| Triennat    | Fonctions uniques                   | Vice-présidents                       | Secrétaires                           | Composition du bureau | Constitution     |
| ----------- | ----------------------------------- | ------------------------------------- | ------------------------------------- | --------------------- | ---------------- |
| 1999-2001   | Président                           | 6                                     | 3                                     | 10 membres            | 4 novembre 1999  |
| 2001-2004   | Président                           | 6                                     | 3                                     | 10 membres            | 11 octobre 2001  |
| 2004-2008   | Président                           | 6                                     | 3                                     | 10 membres            | 13 octobre 2004  |
| 2008-2011   | Président et premier vice-président | 7                                     | 2                                     | 11 membres            | 3 décembre 2008  |
| 2011-2014   | Président                           | 8                                     | 2                                     | 11 membres            | 14 décembre 2011 |
| 2014-2017   | Président                           | 10                                    | 3                                     | 14 membres            | 5 novembre 2014  |
| 2017-2020   | Président                           | 10                                    | 3                                     | 14 membres            | 26 octobre 2017  |
| 2020-2023   | Président                           | 12                                    | 3                                     | 16 membres            | 22 octobre 2020  |
| Depuis 2023 | Président                           | 12                                    | 3                                     | 16 membres            | 18 octobre 2023  |

## Service
Sur le plan administratif, la délégation parlementaire est assistée par la division de la délégation aux droits des femmes et à l’égalité des chances entre les hommes et les femmes, dépendant de la direction de l’initiative parlementaire et des délégations, elle-même rattachée à la direction générale des missions institutionnelles.
Placés à la tête de la division, les responsables de secrétariat sont :
- Émilie Benner-Cathelineau (avant 2020)[11] ;
- Kate Dunkley (à partir de 2020)[11].